# Traité de Londres (1718)
Pour les articles homonymes, voir Traité de Londres et Quadruple-Alliance.
 (juin 2009).
Si vous disposez d'ouvrages ou d'articles de référence ou si vous connaissez des sites web de qualité traitant du thème abordé ici, merci de compléter l'article en donnant les références utiles à sa vérifiabilité et en les liant à la section « Notes et références ».
Le traité de Londres, signé le 2 août 1718, est également appelé traité de la Quadruple-Alliance en raison du nombre des parties en présence : le royaume de France, la Grande-Bretagne, les Provinces-Unies et le Saint-Empire romain germanique.

## But
Ce traité est pour unir contre la politique belligérante de l'Espagne, dont le roi, Philippe V, refuse de se conformer aux résolutions du traité d’Utrecht de 1713 relatives aux anciennes possessions espagnoles en Italie et aux Pays-Bas.

## Conséquences
- Le duc de Savoie Victor-Amédée II abandonne aux Habsbourg le royaume de Sicile insulaire, qui lui avait été attribué en 1713, et reçoit en échange la Sardaigne, ancien royaume depuis des siècles, ce qui lui permet de garder le titre de roi.
- L'empereur Charles VI de Habsbourg, qui réunit de nouveau les Deux-Siciles, reconnaît en retour la légitimité du roi d'Espagne, Philippe V, de la branche des Bourbon d'Espagne.